# 海梅·雷耶斯
海梅·雷耶斯是DC漫画公司的一个虚拟人物。该人物首先出现于《无限危机 #3》（2006年二月），是第三代蓝甲虫，由作家基斯·吉芬和约翰·罗杰斯创作，屈伊·哈姆纳作画。

## 人物傳記
海梅與他的父母妹妹生活在得克薩斯州艾爾帕索。他的父親擁有一間汽車修理廠。海梅希望能夠在父親的修車廠中工作，但他的父親從未答應，覺得海梅應該花更多時間在課業上上並享受童年生活。海梅對他的家庭和朋友們有強烈的責任感，可是他經常抱怨做一個僅解決瑣事的人。
第二代藍甲蟲泰德·科德死前派遣聖甲蟲去給驚奇隊長送信，聖甲蟲也因此留在了驚奇隊長的永恆之岩里。
之後驚奇隊長被殺，藍甲蟲降落到艾爾帕索，被少年海梅撿到，後來藍甲蟲在海梅睡覺時融合進他的脊椎，海梅從此成為第三代藍甲蟲，此時的藍甲蟲具備了隨意變武器的能力。
藍甲蟲原本是宇宙侵略組織Reach的戰爭工具，具有自己的思想。它曾被作為禮物賜予某星球的勇士，實際上是暗中控制他們。「卡基達（Kaji Dha）」是它的啓動口令，第一代藍甲蟲丹·加勒特就在它的影響下攻擊過科德。藍甲蟲在無限危機後受到外界強大能量的影響沈睡了一年，蘇醒後又想控制海梅，但被海梅的意念克制，加上它本身存在程式故障，久而久之他與海梅成了好友。

## 其他媒體

### 電視
- 《超人前傳》：電視劇，於第十季中登場，藍甲蟲海梅·雷耶斯由賈倫·勃蘭特·巴特利特飾演[3]。
- 《蝙蝠俠智勇悍將》：電視動畫，由威爾·弗萊德配音[4]。
- 《少年正義聯盟》：電視動畫，由埃里克·洛佩斯配音[5]。第二季登場，藍甲蟲相關劇情也是主線之一。第三季加入「局外人」團隊。

### 電影

#### 真人電影
- 《藍甲蟲》：由索洛·馬里達納飾演「藍甲蟲」海梅·雷耶斯。

#### 動畫電影
- 《正義聯盟對少年泰坦》：由傑克·奧斯汀配音。
- 《少年泰坦：猶大契約》：由傑克·奧斯汀配音。

### 電子遊戲
- 《超級英雄：武力對決2》：由Antony Del Rio配音。